# Anne Marie Baral

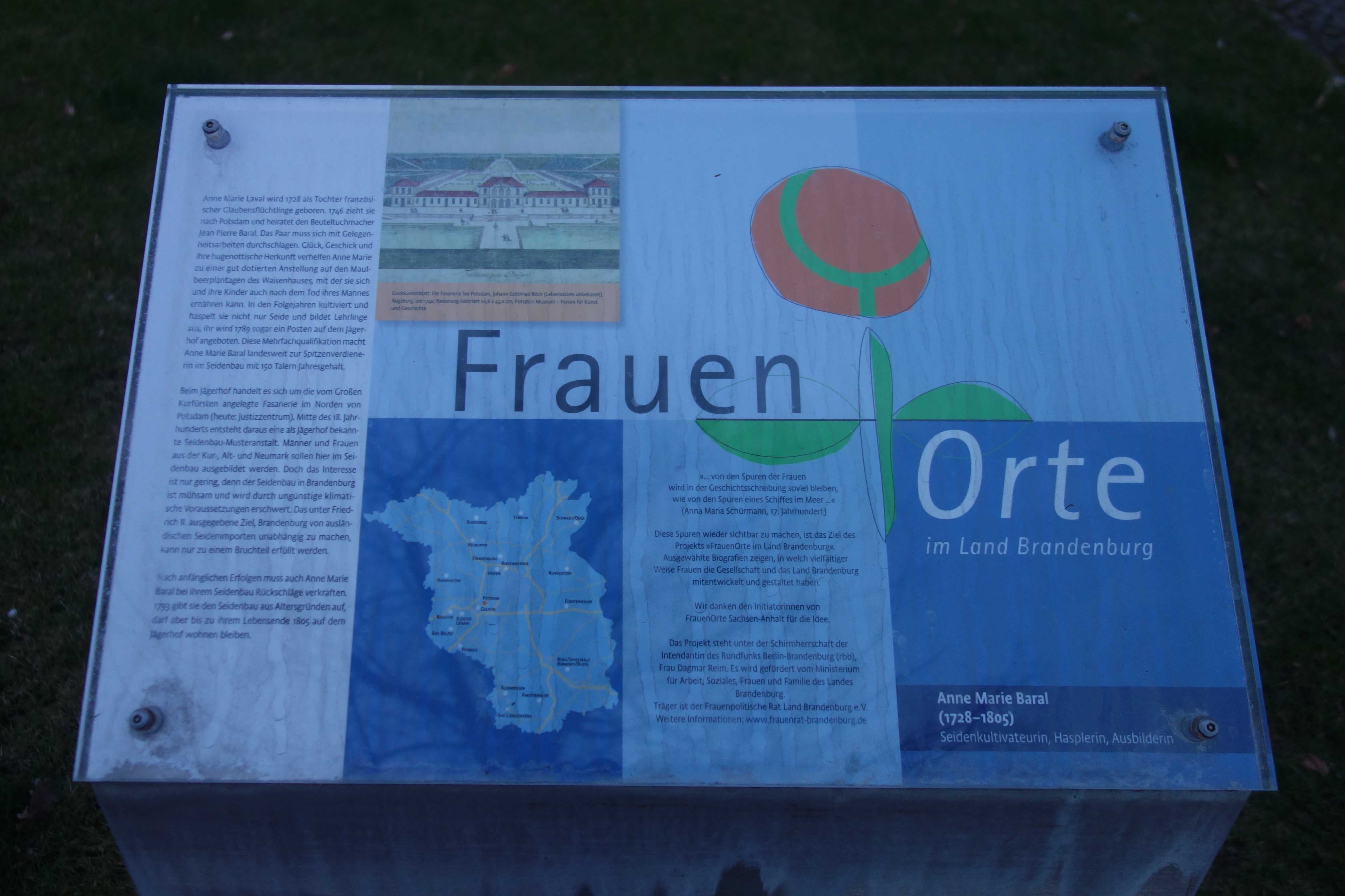
Minnestavla över Anne Marie Baral i Potsdam.

Anne Marie Baral, född Laval den 22 april 1728 i Berlin, död den 20 juni 1805 i Potsdam, var en tysk industrimagnat.
Anne Marie Laval född i Berlin som en dotter till franska hugenotter: Jean Laval från Metz och Marguerite Devaise från Mannheim. Hon var silkesvävare och en välkänd instruktör inom silkesindustrin. Hon anlitades av Preussens kung under projektet att göra Preussen självförsörjande med siden. Det finns minnesmärken över henne.